# FC 볼가 니즈니노브고로드
FC 볼가 니즈니노브고로드(러시아어: Футбольный Клуб "Волга" Нижний Новгород)는 1963년에 창단된 러시아의 축구 팀이다. 이 팀은 니즈니노브고로드를 연고로 하고 있으며, 현재 러시아 프리미어리그에서 활동하고 있다.

## 역사
1963년 고리키(현재의 니즈니노브고로드)를 연고로 하던 클럽인 토르페도와 라케타가 합병되면서 볼가(Волга)가 창단되었다. 소비에트 톱 리그에 참가했으며 최고 성적은 1964년 시즌에서 기록한 14위였다. 1984년 팀은 해산했다. 1998년 FC 옐렉트로니카 니즈니노브고로드(Электроника)가 새로 창단되었으며 2004년 볼가로 변경되었다.
2008년 러시아 2부 리그에서 우랄-볼가 지역 리그에서 우승을 차지하면서 러시아 1부 리그로 승격되었고 2010년 러시아 1부 리그에서 2위를 차지하면서 처음으로 러시아 프리미어리그로 승격되었다.
2012년 FC 니즈니노브고로드와 합병하였다.